# 蜥代龍科
蜥代龍科（Varanopidae）是合弓綱盤龍目的一科，外表類似現代巨蜥，被推測可能有類似巨蜥的生活習性。蜥代龍類沒有發展出類似異齒龍的高大背帆。大多數蜥代龍類的體型小，如老鼠至狗的大小，少數蜥代龍類的体長可達1到2公尺。

## 特征
蜥代龍類已經發展出真盤龍亞目的先進特徵，例如延長、深、狹窄的頭骨。牠們的頜部很長，而牙齒銳利。但仍然較為原始，就像盤龍目的其他科，蜥代龍科是從晚石炭紀的小型原始合弓動物進化而來。牠們具有長尾巴、類似蜥蜴的身體、修长的細腿、鳞片和发达的松果眼。蜥代龍類為肉食性或食蟲性。與二疊紀早期的其他動物相比，蜥代龍類的身体结构适合快速奔行和攀爬。但蜥代龍類最後逃不過競爭，牠們被雙孔動物取代。到了二疊紀中期，蜥代龍類几乎絕種。在南非鋸頜獸集合帶（Pristerognathus Assemblage Zone）發現的一個蜥代龍科化石，年代為中二疊紀最末期，是目前已知最晚期的蜥代龍科化石紀錄。

## 分類與種系發展史
在1986年，Basicranodon、Ruthiromia曾一度被歸類於蜥代龍科，但之後研究多不沿用這個分類。在2012年的早期合弓綱研究，再度研究這兩個屬。Ruthiromia被發現是銅蜥龍（Aerosaurus）的近親。Basicranodon的化石材料有限，只有部分頭蓋骨，發現於奧克拉荷馬州的空谷階地層。Basicranodon有兩個可能的演化位置，鼻蜥龍亞科、或是Pyozia的姊妹分類單元。Basicranodon曾被認為是鼻蜥龍的次異名；在這份新研究中，則提出兩者的牙齒分布、基翼突形狀等差異，這代表牠們可能是不同物種。
合弓綱 Synapsida
- 盤龍目 Pelycosauria
  - 蜥代龍科 Varanopidae
    - Apsisaurus
    - 始獵龍屬 Archaeovenator
    - 矮攀龙属 Ascendonanus
    - Basicranodon (可能是鼻蜥龍的次異名[4])
    - Dendromaia
    - 始攀龙属 Eoscansor
    - Pyozia
    - ?Thrausmosaurus (疑名)
    - 梅津龍亞科 Mesenosaurinae
      - Cabarzia
      - 梅津龍屬 Mesenosaurus
      - 演化支 Afrothyria[5]
        - Anningia
        - ?Elliotsmithia
        - Heleosaurus
        - 微蜥代龙属 Microvaranops

    - 蜥齒龍亞科 Varanodontinae
      - 銅蜥龍屬 Aerosaurus
      - 鼻蜥龍屬 Mycterosaurus
      - Ruthiromia
      - Tambacarnifex
      - 蜥齒龍屬 Varanodon
      - 蜥代龍屬 Varanops
      - 沃通加龍屬 Watongia

Apsisaurus最初被歸類於雙孔亞綱始鱷目。在2010年，羅伯特·雷斯茲（Robert R. Reisz）等人將Apsisaurus列為蜥代龍科的原始种类。以下演化樹來自於羅伯特·雷斯茲等人的2010年研究：
|  | Apsisaurus                                                                                                |
|  | |
|  | \| \| 梅津龍 Mesenosaurus \| \| \| \| \| \| 鼻蜥龍 Mycterosaurus \| \| \| \| \| \| 蜥齒龍亞科 \| \| \| \| |
|  | |
|  | 梅津龍 Mesenosaurus                                                                                       |
|  | |
|  | 鼻蜥龍 Mycterosaurus                                                                                      |
|  | |
|  | 蜥齒龍亞科                                                                                                |
|  | |

|  | 梅津龍 Mesenosaurus  |
|  |                      |
|  | 鼻蜥龍 Mycterosaurus |
|  |                      |
|  | 蜥齒龍亞科           |
|  |                      |

|  | Apsisaurus                                                                                                |
|  | |
|  | \| \| 梅津龍 Mesenosaurus \| \| \| \| \| \| 鼻蜥龍 Mycterosaurus \| \| \| \| \| \| 蜥齒龍亞科 \| \| \| \| |
|  | |
|  | 梅津龍 Mesenosaurus                                                                                       |
|  | |
|  | 鼻蜥龍 Mycterosaurus                                                                                      |
|  | |
|  | 蜥齒龍亞科                                                                                                |
|  | |

|  | 梅津龍 Mesenosaurus  |
|  |                      |
|  | 鼻蜥龍 Mycterosaurus |
|  |                      |
|  | 蜥齒龍亞科           |
|  |                      |

## 外部連結
- Varanopseidae - at Paleos